# Gerewol

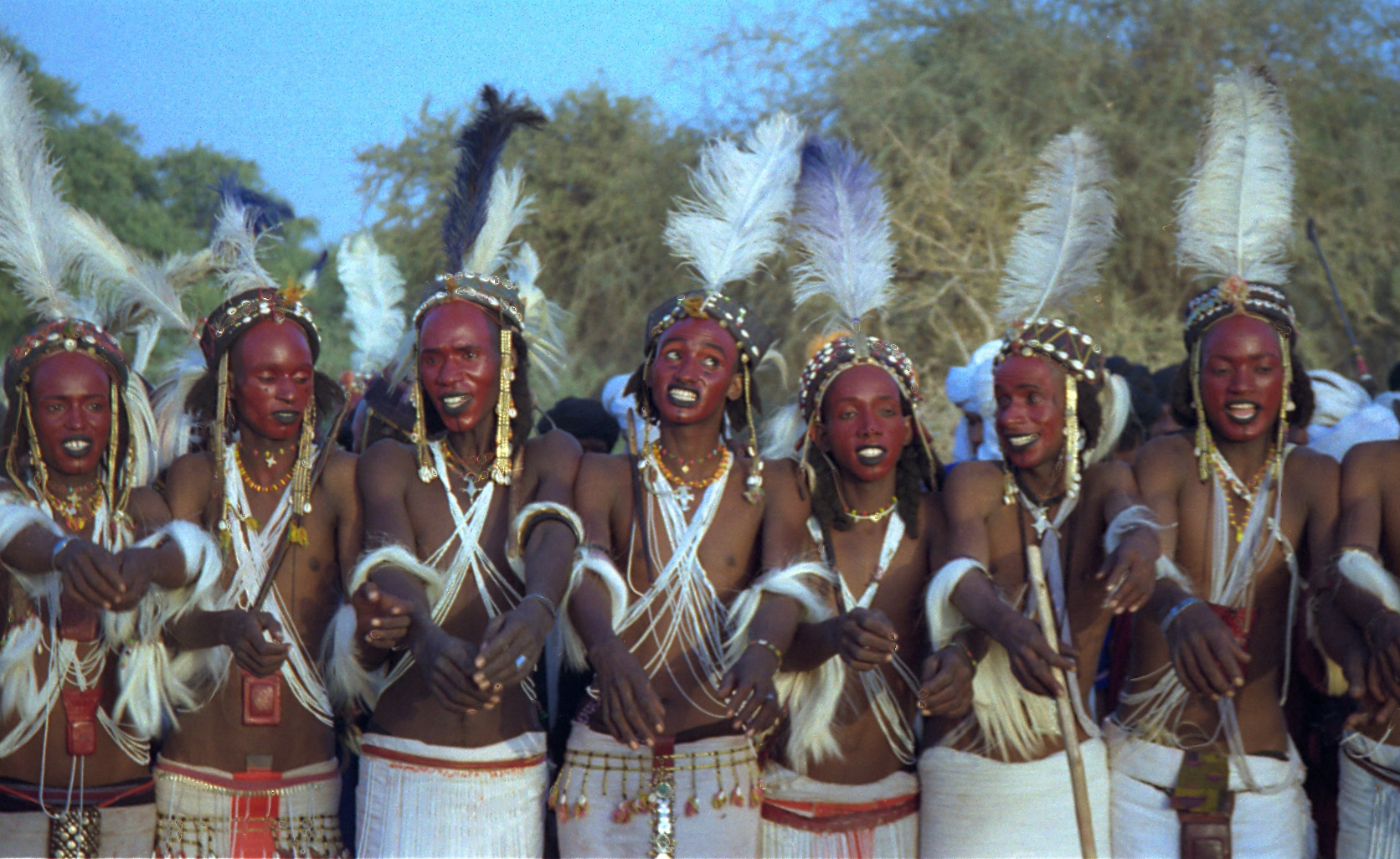
Gerewol (1997).

Gerewol – rytuał koczowniczych plemion Fulani żyjących w Nigerii. Wielka, kilkudniowa społeczna ceremonia związana z dojrzewaniem i uzyskiwaniem statusu dorosłego mężczyzny przez młodych, nieżonatych jeszcze mężczyzn plemienia. Składa się na nią rywalizacja w sprawności fizycznej oraz konkurs piękności połączony z tańcem, poprzedzony długotrwałym zdobieniem własnych ciał przez młodych mężczyzn.
Ceremonia ta wśród ludu Wodaabe jest tematem filmu antropologicznego Deep Hearts (Głębokie serca) Roberta Gardnera z 1979 roku.